# Montdardier
Montdardier est une commune française située dans le département du Gard, en région Occitanie.
Exposée à un climat de montagne, elle est drainée par la Crenze, la Glèpe et par divers autres petits cours d'eau. La commune possède un patrimoine naturel remarquable : trois sites Natura 2000 (le « causse de Blandas », les « gorges de la Vis et de la Virenque » et les « gorges de la Vis et cirque de Navacelles ») et cinq zones naturelles d'intérêt écologique, faunistique et floristique.
Montdardier est une commune rurale qui compte 198 habitants en 2022, après avoir connu un pic de population de 1 051 habitants en 1906. Elle fait partie de l'aire d'attraction du Vigan. Ses habitants sont appelés les Montdardiérins et Montdardiérines.
Situé en bordure du causse de Blandas, le village domine la vallée et l'ancienne voie romaine contrôlée jadis par une forteresse, maintenant château néogothique.
Le patrimoine architectural de la commune comprend un immeuble protégé au titre des monuments historiques : le château, inscrit en 1989.

## Géographie

### Localisation

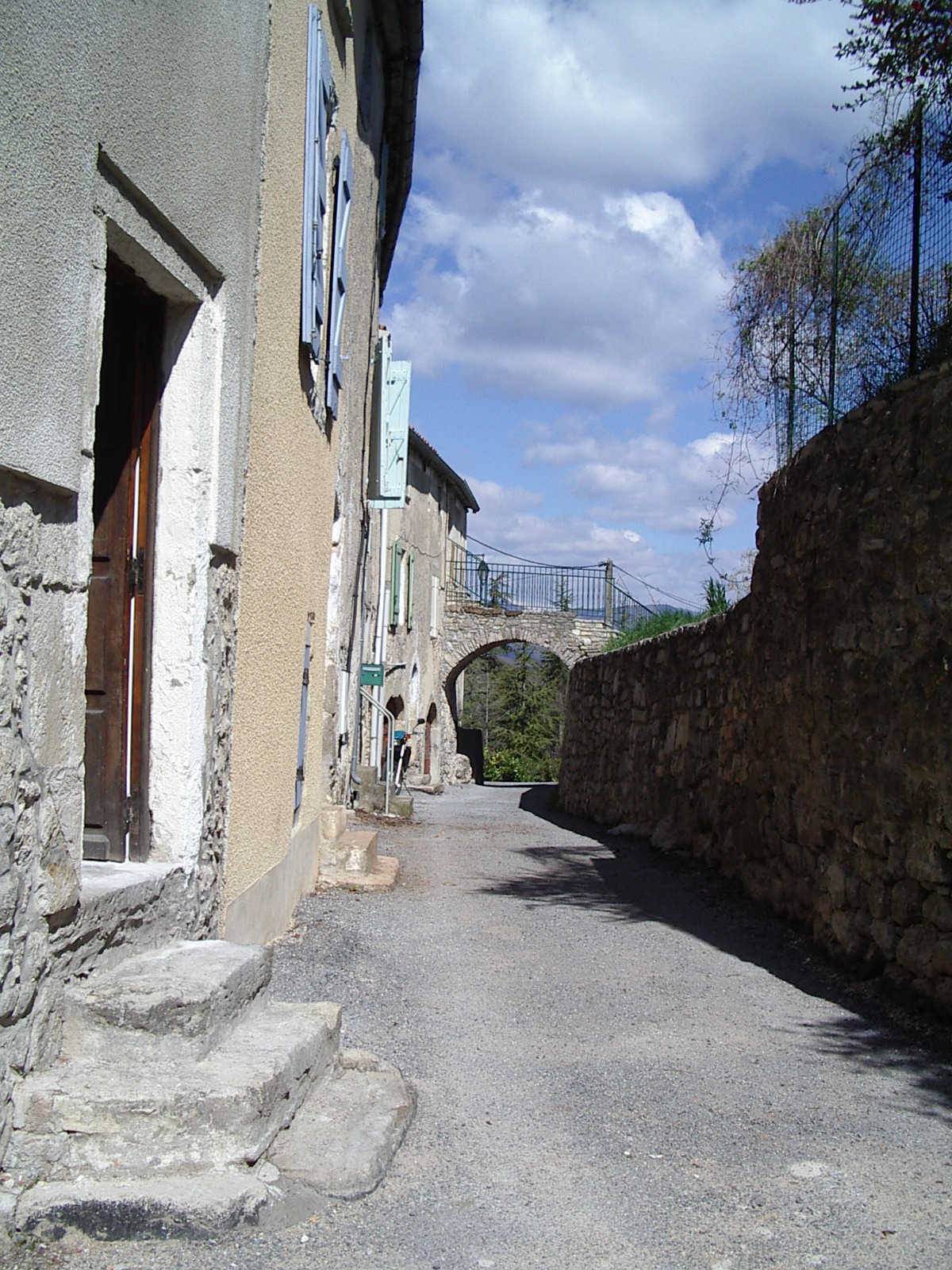
La rue du Camp neuf.

Le village est situé à 9 km au sud du Vigan. Montpellier est à 61 km, Nîmes et Millau à 77 km.

#### Lieux-dits, hameaux et écarts
- Caucanas
- Cauvas
- Les Campels
- Conduzorgues
- Counons
- Le mas du Court
- La Falguière
- Les Gamboules
- Le mas de la Gardie
- Le mas Jean Gros
- Navas
- La Pilonerie
- La Sanguinède

#### Communes limitrophes
Les communes limitrophes de Montdardier sont elles aussi sur le causse de Blandas (Blandas et Rogues), dans la vallée de la Vis (Gorniès et Saint-Laurent-le-Minier), dans la vallée de l'Arre (Arre et Molières-Cavaillac) ou sur le massif de l'Oiselette (Pommiers).

### Hydrographie et relief

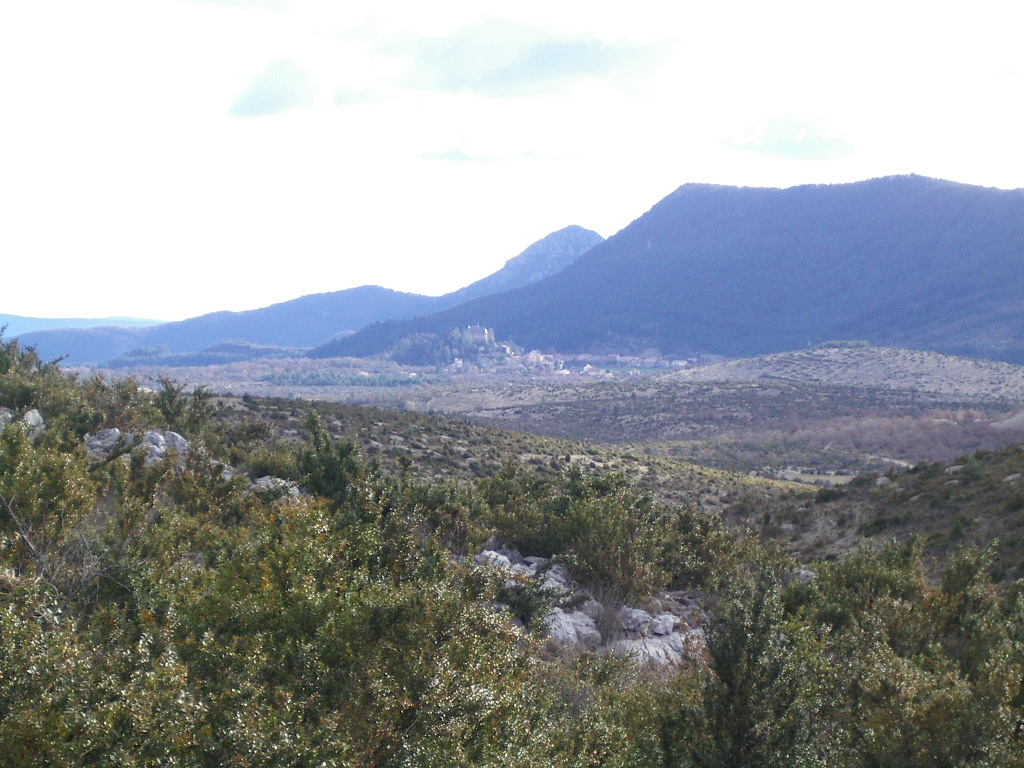
Montdardier au pied du massif de la Tude.

À l'image du causse de Blandas, le relief de Montdardier est particulièrement accidenté : le massif boisé de La Tude culmine à 896 m et domine le village de près de 300 m, une plaine s'étire sur plusieurs kilomètres en direction de Rogues et de profondes vallées partent du village et séparent le causse du massif de l'Oiselette : la vallée de la Crenze à l'est vers Saint-Laurent-le-Minier et la vallée de la Glepe au nord vers Avèze.

### Climat
Pour des articles plus généraux, voir Climat de l'Occitanie et Climat du Gard.
En 2010, le climat de la commune est de type climat des marges montargnardes, selon une étude s'appuyant sur une série de données couvrant la période 1971-2000. En 2020, Météo-France publie une typologie des climats de la France métropolitaine dans laquelle la commune est exposée à un climat méditerranéen et est dans la région climatique Provence, Languedoc-Roussillon, caractérisée par une pluviométrie faible en été, un très bon ensoleillement (2 600 h/an), un été chaud (21,5 °C), un air très sec en été, sec en toutes saisons, des vents forts (fréquence de 40 à 50 % de vents > 5 m/s) et peu de brouillards.
Pour la période 1971-2000, la température annuelle moyenne est de 10,8 °C, avec une amplitude thermique annuelle de 16,1 °C. Le cumul annuel moyen de précipitations est de 1 299 mm, avec 9,2 jours de précipitations en janvier et 4,2 jours en juillet. Pour la période 1991-2020, la température moyenne annuelle observée sur la station météorologique installée sur la commune est de 12,9 °C et le cumul annuel moyen de précipitations est de 1 487,0 mm,. Pour l'avenir, les paramètres climatiques de la commune estimés pour 2050 selon différents scénarios d'émission de gaz à effet de serre sont consultables sur un site dédié publié par Météo-France en novembre 2022.
| Mois                                  | jan.          | fév.          | mars          | avril         | mai           | juin          | jui.          | août          | sep.          | oct.          | nov.          | déc.          | année     |
| ------------------------------------- | ------------- | ------------- | ------------- | ------------- | ------------- | ------------- | ------------- | ------------- | ------------- | ------------- | ------------- | ------------- | --------- |
| Température minimale moyenne (°C)     | 1,6           | 1,2           | 4             | 6,8           | 9,4           | 13,5          | 15,9          | 15,6          | 12,6          | 9,3           | 5,6           | 3             | 8,2       |
| Température moyenne (°C)              | 5,3           | 5,5           | 8,6           | 11,5          | 14,6          | 19,1          | 21,9          | 21,7          | 17,9          | 13,5          | 8,9           | 6,4           | 12,9      |
| Température maximale moyenne (°C)     | 8,9           | 9,8           | 13,2          | 16,2          | 19,7          | 24,7          | 27,9          | 27,8          | 23,2          | 17,6          | 12,2          | 9,8           | 17,6      |
| Record de froid (°C) date du record   | −9,5 18.01.17 | −13 27.02.18  | −3,4 16.03.13 | −4 04.04.22   | 1 07.05.19    | 6,1 04.06.13  | 8,9 16.07.16  | 8,5 21.08.19  | 4,2 20.09.12  | −1,5 16.10.15 | −6,4 29.11.13 | −8,5 18.12.10 | −13 2018  |
| Record de chaleur (°C) date du record | 20,7 01.01.22 | 22,2 24.02.20 | 25,2 31.03.12 | 28,8 08.04.11 | 30,1 18.05.22 | 40,3 28.06.19 | 35,9 16.07.22 | 40,3 23.08.23 | 32,9 03.09.16 | 29,3 12.10.11 | 22,8 15.11.15 | 19,1 31.12.21 | 40,3 2023 |
| Précipitations (mm)                   | 148,8         | 89,9          | 96,5          | 137,1         | 103,3         | 72,3          | 42,8          | 45            | 156,4         | 231,1         | 216,2         | 147,6         | 1 487     |

#### Les vents
Le marin (sud-sud-est) est chargé d'humidité. Son influence est atténuée par le massif de la Séranne qui forme un écran.
La bise « vén d'aut » (nord-nord-est) est un vent violent, sec et froid.
Le rouergue « la roderga » (nord-ouest) souffle par toute saison et accompagne un changement de temps.
- Can Tudo cargo soun capel, pastré, met toun mantel (Quand le sommet de la Tude disparait dans les nuages, pâtre, mets ton manteau).
- Can buffo dé narbounés, voulés de pluéjo, aqui n'avés (Quand le Narbonnais souffle, vous aurez de la pluie en veux-tu en voilà).
- Can espandissoun en naou véngés pas diré qué fo bél sus lou caoussé (Quand les Cévennes sont couvertes de neige, le mauvais temps règne aussi sur le Causse).

### Voies de communication et transports
Montdardier est traversé par la D48 qui relie Le Vigan à Lodève (ancienne voie romaine qui cheminait des Cévennes à l'Espagne) et par la D113 qui relie Saint-Laurent-le-Minier à Vissec.

### Milieux naturels et biodiversité

#### Réseau Natura 2000

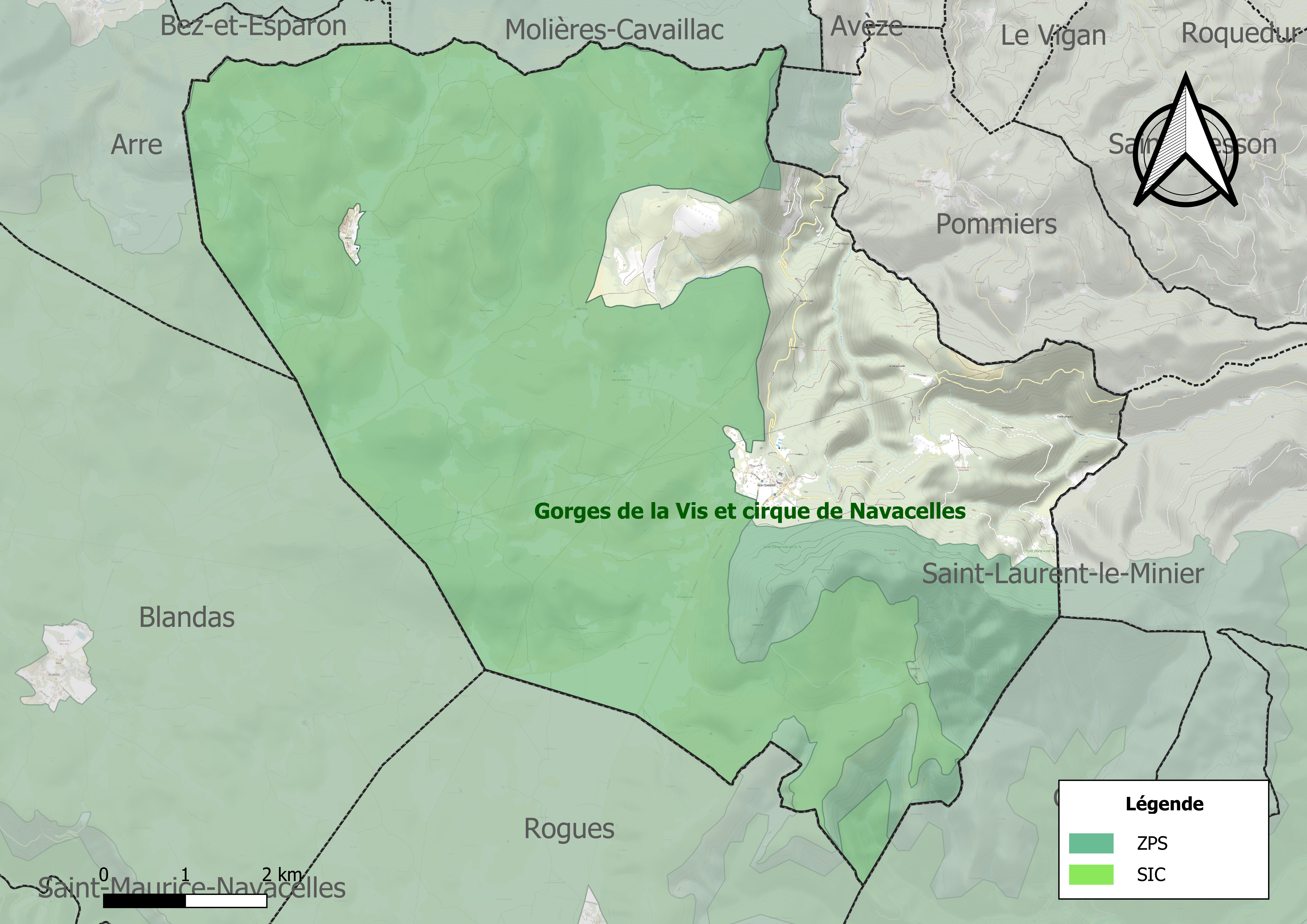
Sites Natura 2000 sur le territoire communal.

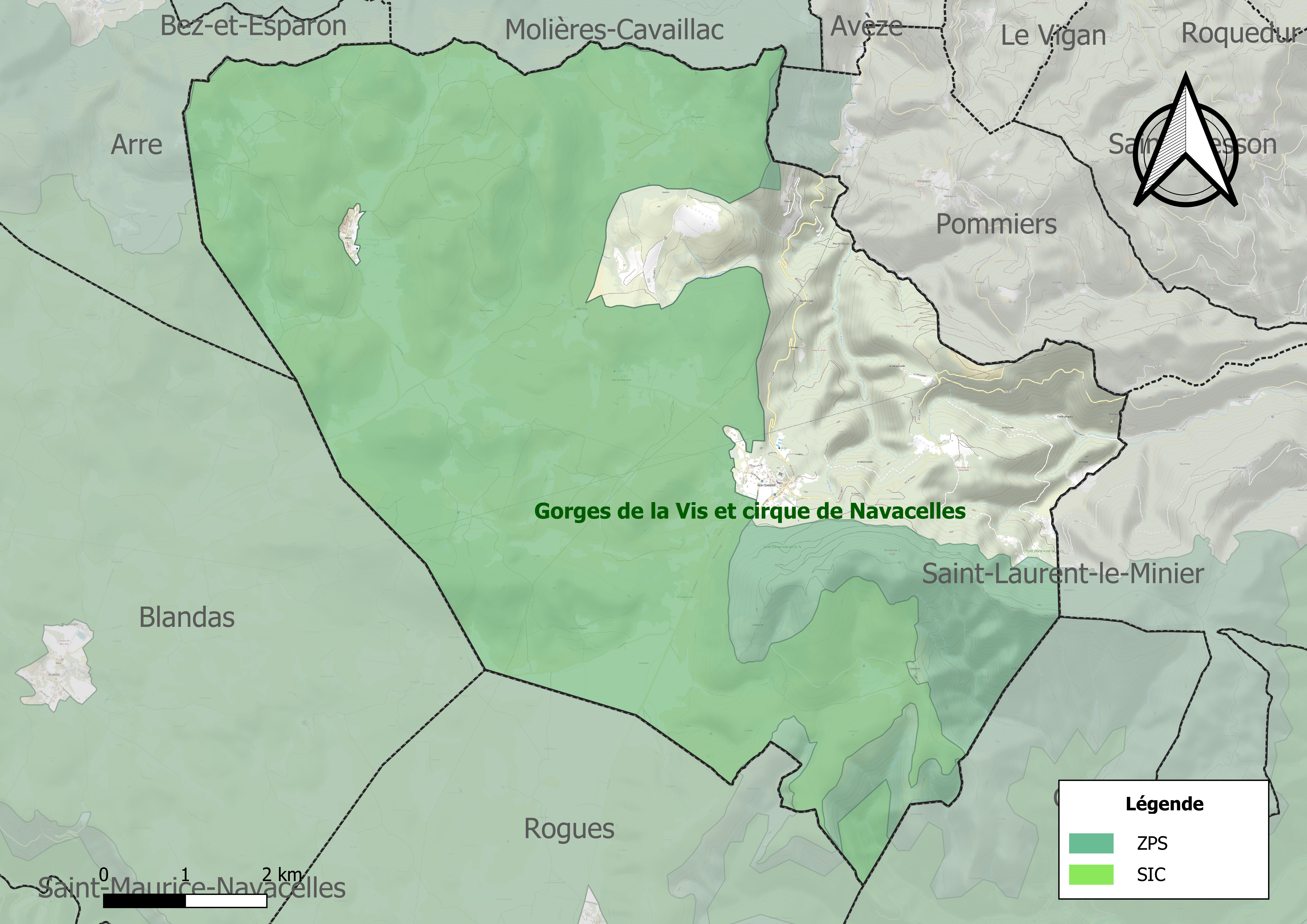
Sites Natura 2000 sur le territoire communal.

Le réseau Natura 2000 est un réseau écologique européen de sites naturels d'intérêt écologique élaboré à partir des directives habitats et oiseaux, constitué de zones spéciales de conservation (ZSC) et de zones de protection spéciale (ZPS).
Deux sites Natura 2000 ont été définis sur la commune au titre de la directive habitats :
- le « causse de Blandas », d'une superficie de 7 913 ha, fait partie des causses méridionaux, un ensemble régional original unique en Europe. Il est le plus grand ensemble de formations herbeuses sèches semi-naturelles en France et abrite un grand nombre d’espèces endémiques[8] ;
- les « gorges de la Vis et de la Virenque », d'une superficie de 5 501 ha, un grand site régional qui entaille et sépare l'ensemble des grands causses méridionaux. Il présente deux intérêts majeurs : des habitats aquatiques et des ripisylves, avec six espèces de l'annexe II et des habitats de rochers avec des chauves-souris, les pentes avec de grands éboulis et des pentes boisées de hêtraie calcicole[9] ;

et un au titre de la directive oiseaux : 
- les « gorges de la Vis et cirque de Navacelles », d'une superficie de 20 277 ha, qui offrent aux oiseaux les milieux nécessaires à la reproduction, à l’hivernage ou au repos en phase migratoire. Il compte, à différentes périodes de l’année, un grand nombre d’espèces remarquables à l’échelle européenne[10].

#### Zones naturelles d'intérêt écologique, faunistique et floristique
L’inventaire des zones naturelles d'intérêt écologique, faunistique et floristique (ZNIEFF) a pour objectif de réaliser une couverture des zones les plus intéressantes sur le plan écologique, essentiellement dans la perspective d’améliorer la connaissance du patrimoine naturel national et de fournir aux différents décideurs un outil d’aide à la prise en compte de l’environnement dans l’aménagement du territoire.
Deux ZNIEFF de type 1 sont recensées sur la commune :
le « bois de la Tessonne » (507 ha), couvrant 5 communes du département, et 
le « pic d'Anjeau et rochers de la Tude » (75 ha), couvrant 3 communes dont 2 dans le Gard et 1 dans l'Hérault
et trois ZNIEFF de type 2, : 
- le « causse de Blandas » (9 113 ha), couvrant 12 communes dont 11 dans le Gard et 1 dans l'Hérault[14] ;
- les « gorges de la Vis et de la Virenque » (9 620 ha), couvrant 16 communes dont 10 dans le Gard et 6 dans l'Hérault[15] ;
- les « vallées amont de l'Hérault » (21 533 ha), couvrant 23 communes dont 22 dans le Gard et 1 dans l'Hérault[16].

Carte des ZNIEFF de type 1 et 2 à Montdardier.
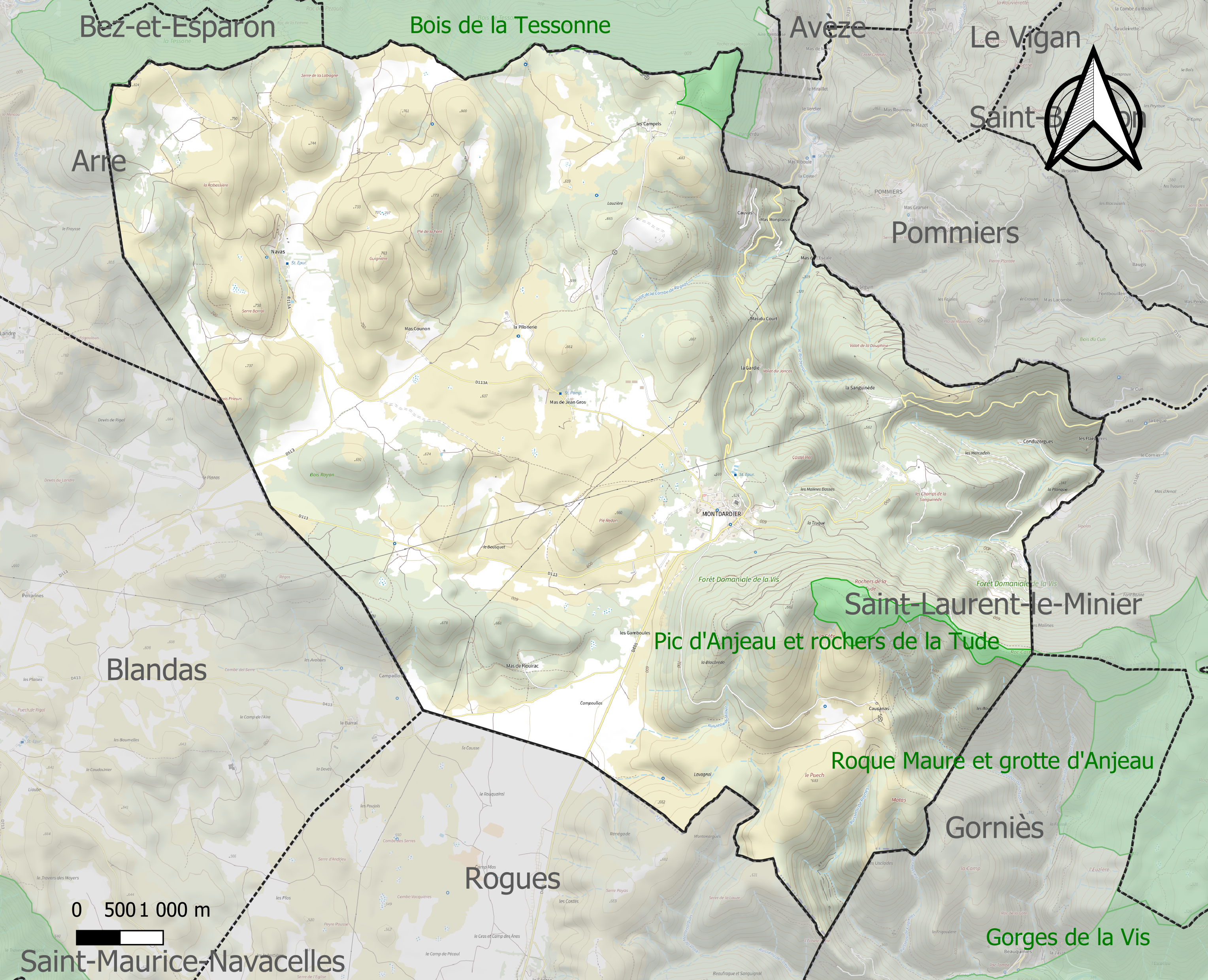
Carte des ZNIEFF de type 1 sur la commune.
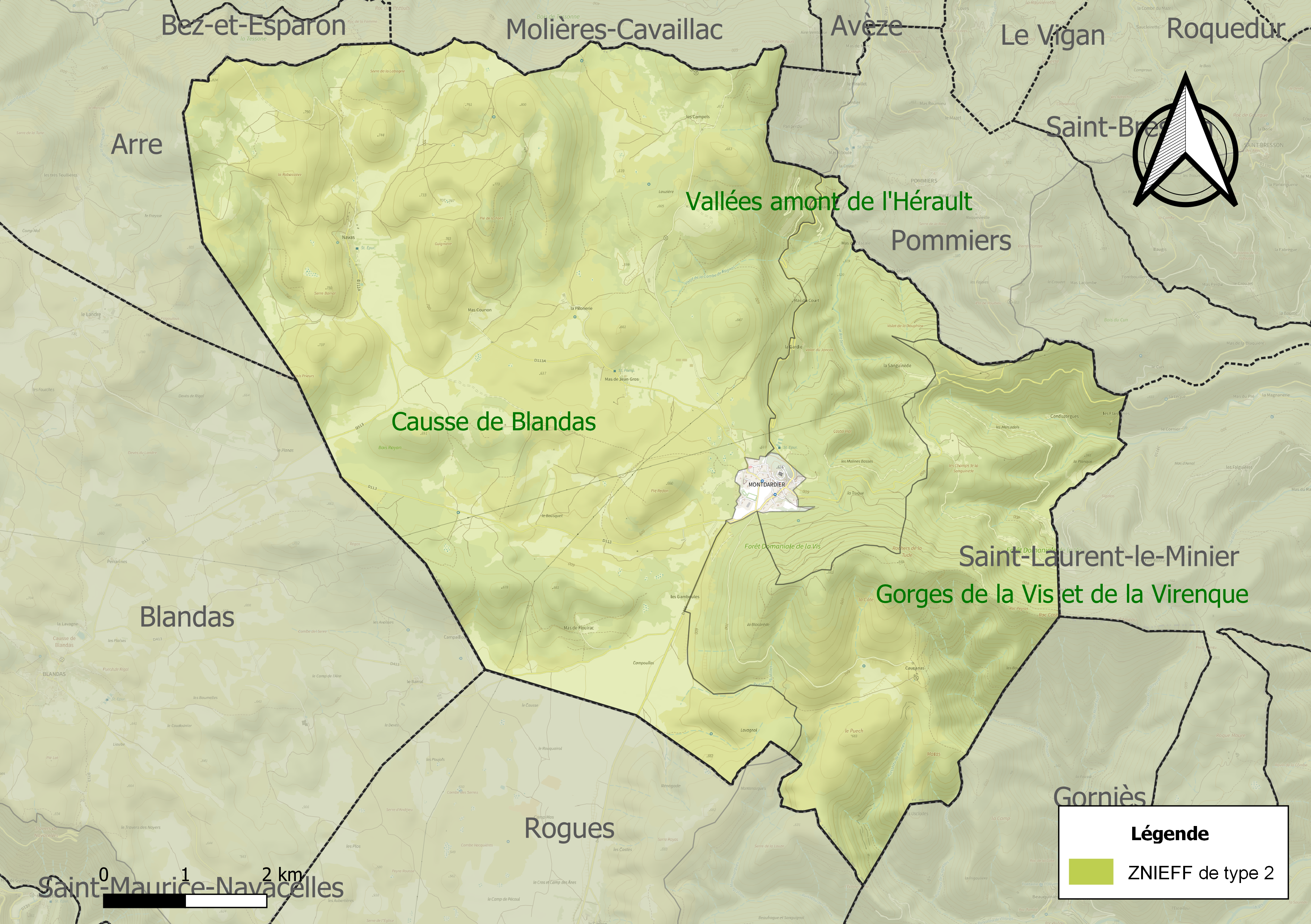
Carte des ZNIEFF de type 2 sur la commune.

## Urbanisme

### Typologie
Au 1er janvier 2024, Montdardier est catégorisée commune rurale à habitat très dispersé, selon la nouvelle grille communale de densité à sept niveaux définie par l'Insee en 2022.
Elle est située hors unité urbaine. Par ailleurs la commune fait partie de l'aire d'attraction du Vigan, dont elle est une commune de la couronne,. Cette aire, qui regroupe 20 communes, est catégorisée dans les aires de moins de 50 000 habitants,.

### Occupation des sols
L'occupation des sols de la commune, telle qu'elle ressort de la base de données européenne d’occupation biophysique des sols Corine Land Cover (CLC), est marquée par l'importance des forêts et milieux semi-naturels (93,3 % en 2018), en augmentation par rapport à 1990 (92,3 %). La répartition détaillée en 2018 est la suivante : 
milieux à végétation arbustive et/ou herbacée (66,1 %), forêts (26,5 %), zones agricoles hétérogènes (3,7 %), prairies (2,3 %), mines, décharges et chantiers (0,7 %), espaces ouverts, sans ou avec peu de végétation (0,7 %). L'évolution de l’occupation des sols de la commune et de ses infrastructures peut être observée sur les différentes représentations cartographiques du territoire : la carte de Cassini (XVIIIe siècle), la carte d'état-major (1820-1866) et les cartes ou photos aériennes de l'IGN pour la période actuelle (1950 à aujourd'hui).

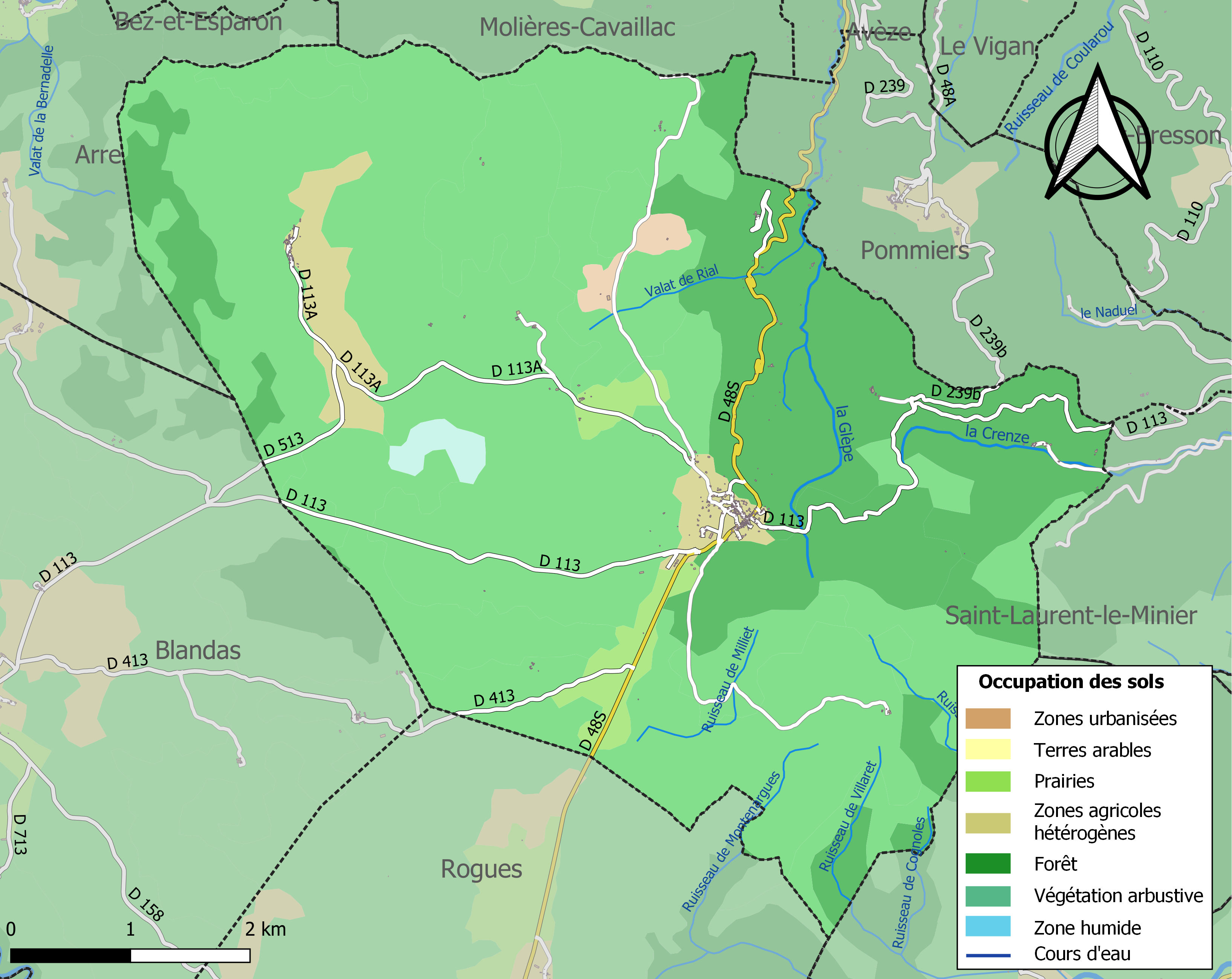
Carte des infrastructures et de l'occupation des sols de la commune en 2018 (CLC).

### Risques majeurs
Le territoire de la commune de Montdardier est vulnérable à différents aléas naturels : météorologiques (tempête, orage, neige, grand froid, canicule ou sécheresse), inondations, feux de forêts, mouvements de terrains et séisme (sismicité faible). Il est également exposé à un risque particulier : le risque de radon. Un site publié par le BRGM permet d'évaluer simplement et rapidement les risques d'un bien localisé soit par son adresse soit par le numéro de sa parcelle.

#### Risques naturels
Certaines parties du territoire communal sont susceptibles d’être affectées par le risque d’inondation par débordement de cours d'eau, la commune a notamment été reconnue en état de catastrophe naturelle au titre des dommages causés par les inondations et coulées de boue survenues en 1982, 1994, 1995 et 2014,.

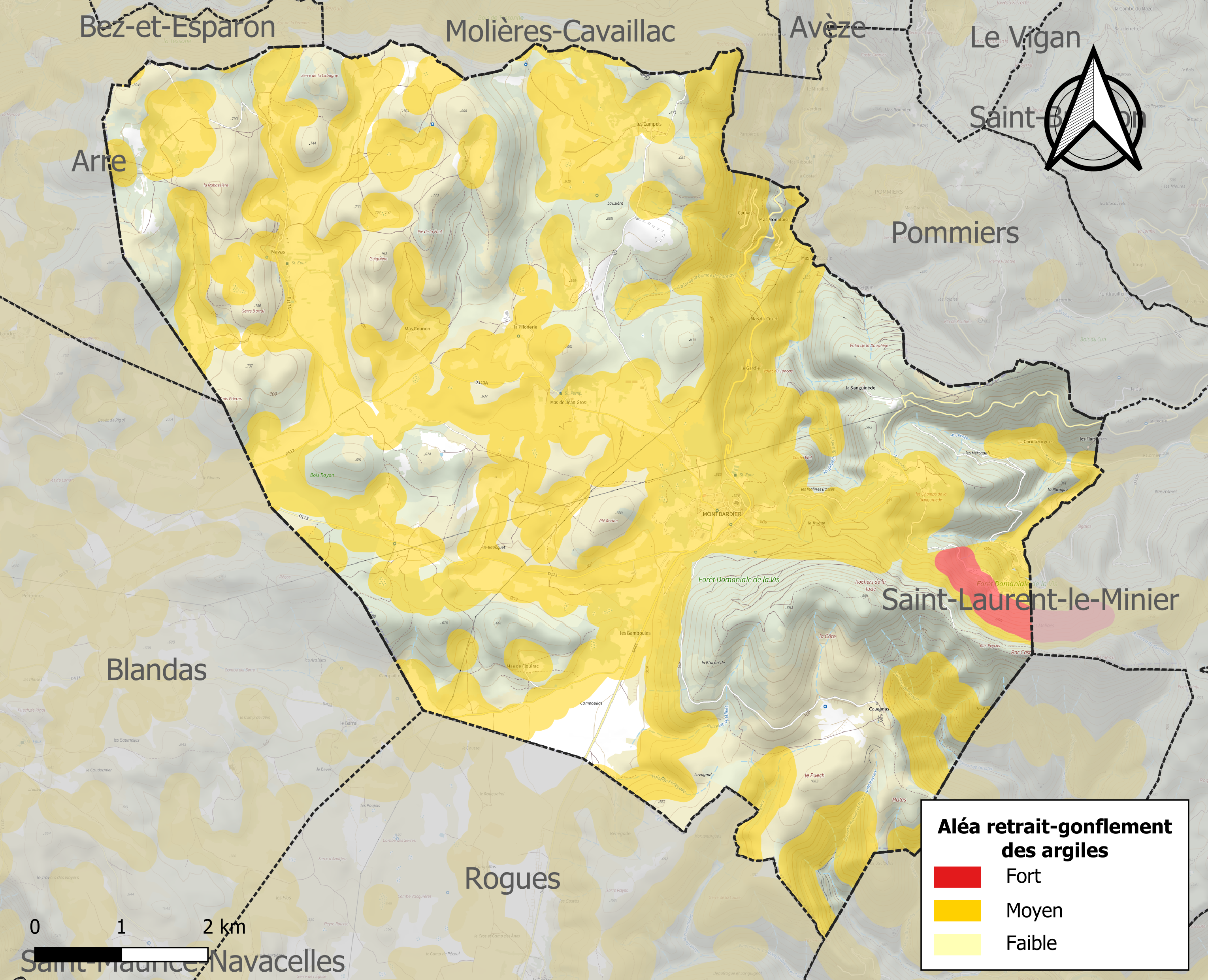
Carte des zones d'aléa retrait-gonflement des sols argileux de Montdardier.

La commune est vulnérable au risque de mouvements de terrains constitué principalement du retrait-gonflement des sols argileux. Cet aléa est susceptible d'engendrer des dommages importants aux bâtiments en cas d’alternance de périodes de sécheresse et de pluie. 52,7 % de la superficie communale est en aléa moyen ou fort (67,5 % au niveau départemental et 48,5 % au niveau national). Sur les 193 bâtiments dénombrés sur la commune en 2019, 181 sont en aléa moyen ou fort, soit 94 %, à comparer aux 90 % au niveau départemental et 54 % au niveau national. Une cartographie de l'exposition du territoire national au retrait gonflement des sols argileux est disponible sur le site du BRGM,.
Par ailleurs, afin de mieux appréhender le risque d’affaissement de terrain, l'inventaire national des cavités souterraines permet de localiser celles situées sur la commune.

#### Risque particulier
Dans plusieurs parties du territoire national, le radon, accumulé dans certains logements ou autres locaux, peut constituer une source significative d’exposition de la population aux rayonnements ionisants. Certaines communes du département sont concernées par le risque radon à un niveau plus ou moins élevé. Selon la classification de 2018, la commune de Montdardier est classée en zone 2, à savoir zone à potentiel radon faible mais sur lesquelles des facteurs géologiques particuliers peuvent faciliter le transfert du radon vers les bâtiments.

## Toponymie
Provençal Mount-Dardié, du roman Mondesdier, du bas latin Mons Desiderius.
Racine provençale Mount : mont et Deidié (du latin Desiderius) : Didier (Sant Deidié : saint Didier).

## Histoire

### Préhistoire
De nombreux vestiges témoignent d'une occupation des lieux depuis la Préhistoire.

### Antiquité
Le village est situé à l'endroit où la voie romaine[Laquelle ?] atteint le plateau.

### Moyen Âge
Montdardier est mentionné dès le XIe siècle dans le cartulaire de l'Abbaye de Saint-Guilhem-le-Désert : montis disderii, la montagne désirée[réf. nécessaire]. Il est aussi mentionné Parrochia de Monte Desiderio en 1255 dans le cartulaire du chapitre de Notre-Dame-de-Bonheur et Mons Desiderius en 1384 dans le dénombrement de la sénéchaussée.

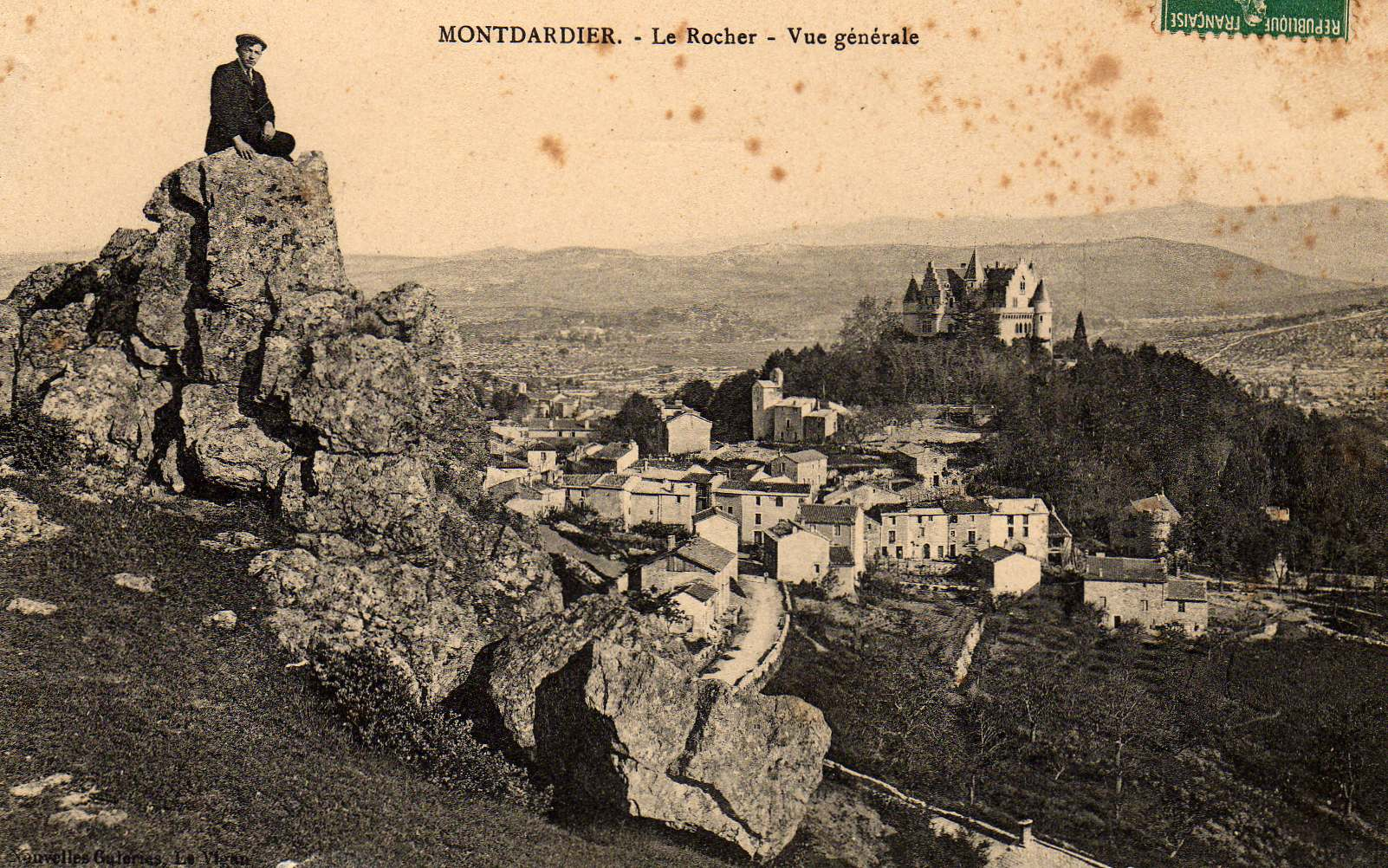
vue générale de Montdardier depuis le rocher.

Au XIVe siècle, au début de la guerre de Cent ans, la présence anglaise dans le Rouergue provoque de nouveaux travaux de fortifications du château. En 1469 le village et la forteresse sont pillés et incendiés par les troupes fidèles au comte d’Armagnac.

### Les Templiers et les Hospitaliers
Une forteresse est édifiée au XIIe siècle sur un monticule, et complétée par un poste d'avant-garde, sur un éperon dominant la vallée de la Gleppe. Pendant le haut Moyen Âge, Montdardier est une étape sur le chemin de Saint Jacques de Compostelle. Les pèlerins peuvent trouver du réconfort dans un hôpital attribué aux Templiers, qui possèdent une résidence et des terres sur le village. La dévolution des biens de l'ordre du Temple, l'hôpital est transmis aux Hospitaliers de l'ordre de Saint-Jean de Jérusalem.

### Époque moderne

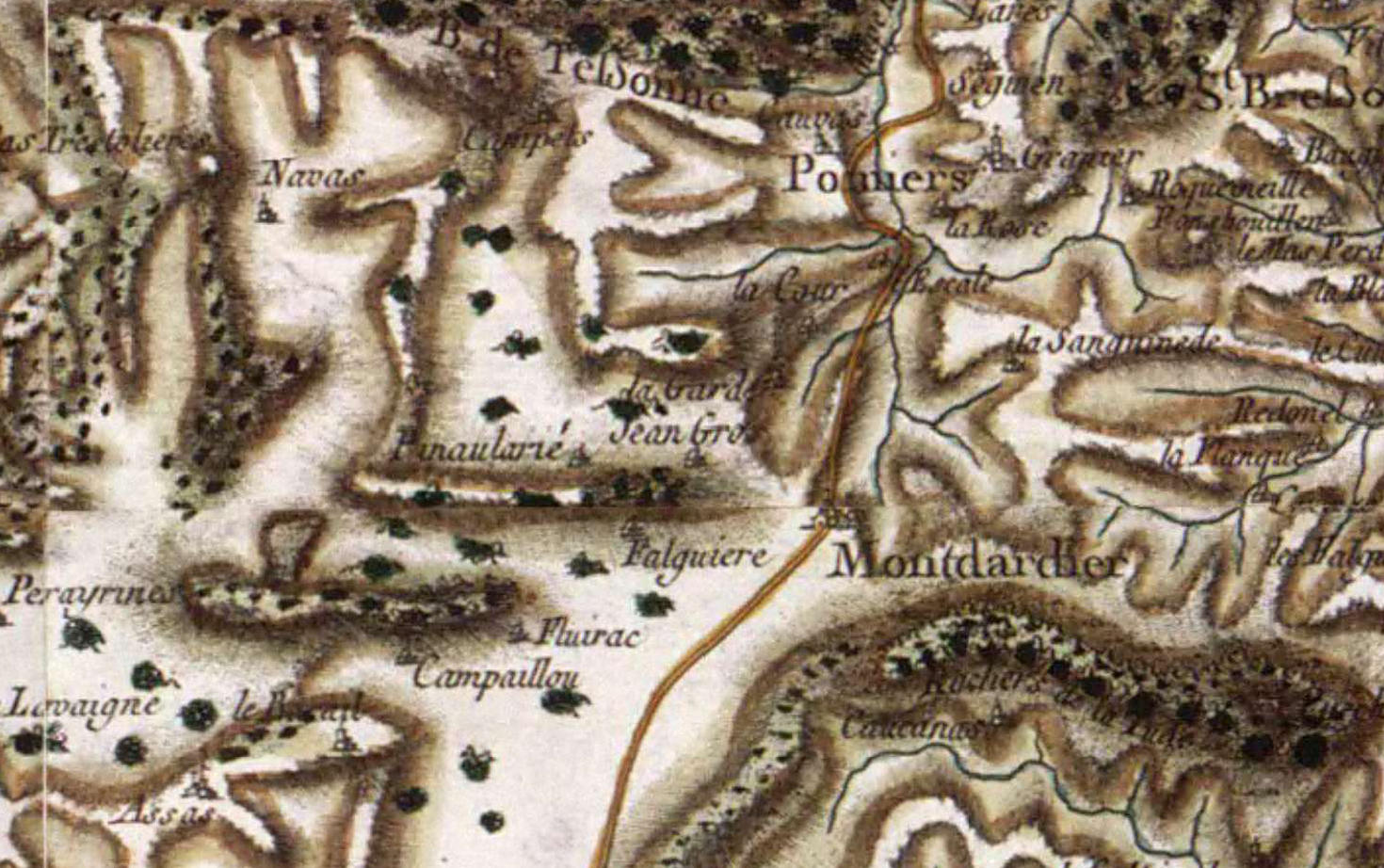
Montdardier sur la carte de Cassini.

Restauré au XVe siècle, le château est confronté aux troubles religieux. En 1628, les troupes du Duc de Rohan détruisent les murailles de la forteresse. Rebâti à nouveau en 1703, le château n’a plus aucune vocation militaire.
Les Hospitaliers sont présents dans le village au début de l'époque moderne. L'hôpital est donc géré durant cette période par l'ordre de Saint-Jean de Jérusalem.

### Révolution française et Empire
En 1792 le château est pillé et incendié par une troupe venue d’une autre région.

### Époque contemporaine
La forteresse a subi de nombreuses mises à sac au cours de l'histoire. Après la Révolution le château est rebâti en 1860 sur des plans de Eugène Viollet le Duc à le demande du châtelain, le vicomte Fernand de Ginestous. Le village s'étend alors en dehors des fortifications, devient un village minier et permet des cultures variées dans le poljé de Rogues et dans la doline de Navas. L'extraction de pierres lithographiques à proximité du village contribue également à sa croissance économique et démographique.
Lors des journées des 20 et 21 juillet 1944, une colonne SS encercle le village. Les habitants craignent le pire mais le village est épargné. Cet évènement est commémoré par la statue de Notre-Dame du Causse à la sortie sud-ouest du village.
Des carrières de pierres lithographiques y furent ouvertes durant la première moitié du XIXe siècle. La mine des Malines employa près de 600 ouvriers pendant plus de 20 ans entre 1890 et 1912 et ferma en 1992. Du plomb et du zinc furent extraits ainsi que 250 tonnes d'argent. La fermeture des mines et le déclin de la vie paysanne ont provoqué tout au long du XXe siècle le départ de nombreuses populations et la chute d'activités. Un nouvel élan est maintenant retrouvé.

## Politique et administration

### Liste des maires
| Période                                  | Période  | Identité          | Étiquette | Qualité                                              |
| ---------------------------------------- | -------- | ----------------- | --------- | ---------------------------------------------------- |
| 1943                                     | 1971     | Louis de Saporta  |           | conseiller général, chevalier de la légion d'honneur |
| 1971                                     | 1975     | Ferdinand Vézinet |           |                                                      |
| 1975                                     | 1977     | Marc Carrière     |           |                                                      |
| 1977                                     | 1983     | Juliette Cazalet  |           |                                                      |
| 1983                                     | 1989     | Juliette Cazalet  |           |                                                      |
| 1989                                     | 2001     | Pierre Vézinet    |           |                                                      |
| 2001                                     | 2020     | Daniel Carrière   |           |                                                      |
| mai 2020                                 | En cours | Thierry Redon     |           |                                                      |
| Les données manquantes sont à compléter. |          |                   |           |                                                      |

### Intercommunalité
La commune de Montdardier fait partie de la Communauté de communes du Pays viganais qui regroupe 22 communes autour du Vigan et comptait 10 412 habitants en 1999. La mise en place de cette communauté de communes créée en 1993 a permis un transfert de compétences : le développement économique et touristique, l'élimination des déchets, la gestion d'équipements culturels, de loisirs et sportifs, l'action sociale et la petite enfance, l'enfance et la jeunesse. Montdardier est membre du Syndicat Mixte du Grand Site de Navacelles.

## Population et société

### Démographie

#### Évolution démographique
L'évolution du nombre d'habitants est connue à travers les recensements de la population effectués dans la commune depuis 1793. Pour les communes de moins de 10 000 habitants, une enquête de recensement portant sur toute la population est réalisée tous les cinq ans, les populations de référence des années intermédiaires étant quant à elles estimées par interpolation ou extrapolation. Pour la commune, le premier recensement exhaustif entrant dans le cadre du nouveau dispositif a été réalisé en 2008.

En 2022, la commune comptait 198 habitants, en évolution de −2,94 % par rapport à 2016 (Gard : +2,97 %, France hors Mayotte : +2,11 %).
| 1793 | 1800 | 1806 | 1821 | 1831 | 1836 | 1841 | 1846 | 1851 |
| ---- | ---- | ---- | ---- | ---- | ---- | ---- | ---- | ---- |
| 466  | 432  | 601  | 714  | 698  | 715  | 727  | 700  | 738  |

| 1856 | 1861 | 1866 | 1872 | 1876 | 1881 | 1886 | 1891 | 1896 |
| ---- | ---- | ---- | ---- | ---- | ---- | ---- | ---- | ---- |
| 677  | 672  | 616  | 577  | 569  | 578  | 581  | 743  | 885  |

| 1901 | 1906  | 1911 | 1921 | 1926 | 1931 | 1936 | 1946 | 1954 |
| ---- | ----- | ---- | ---- | ---- | ---- | ---- | ---- | ---- |
| 918  | 1 051 | 870  | 558  | 466  | 424  | 340  | 324  | 316  |

| 1962 | 1968 | 1975 | 1982 | 1990 | 1999 | 2006 | 2008 | 2013 |
| ---- | ---- | ---- | ---- | ---- | ---- | ---- | ---- | ---- |
| 273  | 215  | 197  | 178  | 157  | 187  | 192  | 193  | 205  |

| 2018 | 2022 | - | - | - | - | - | - | - |
| ---- | ---- | - | - | - | - | - | - | - |
| 199  | 198  | - | - | - | - | - | - | - |

L'effectif de la population de Montdardier est relativement stable tout au long du XIXe siècle puis croît rapidement avec l'importante activité de la mine des Malines, dans une zone de remplissages karstiques minéralisés. La baisse est tout aussi rapide au début du XXe siècle avec le ralentissement de l'activité minière. Le maintien d'une agriculture rurale traditionnelle n'a pas suffi à retenir des populations plus attirées par la modernité des villes.

#### Pyramide des âges
La population de la commune est relativement âgée.
En 2018, le taux de personnes d'un âge inférieur à 30 ans s'élève à 20,1 %, soit en dessous de la moyenne départementale (32,6 %). À l'inverse, le taux de personnes d'âge supérieur à 60 ans est de 41,8 % la même année, alors qu'il est de 29,6 % au niveau départemental.
En 2018, la commune comptait 102 hommes pour 97 femmes, soit un taux de 51,26 % d'hommes, largement supérieur au taux départemental (48,18 %).
Les pyramides des âges de la commune et du département s'établissent comme suit.
| Hommes | Classe d’âge | Femmes |
| ------ | ------------ | ------ |
| 2,9    | 90 ou +      | 3,1    |
| 7,8    | 75-89 ans    | 7,2    |
| 31,4   | 60-74 ans    | 30,9   |
| 22,5   | 45-59 ans    | 27,8   |
| 14,7   | 30-44 ans    | 11,3   |
| 9,8    | 15-29 ans    | 9,3    |
| 10,8   | 0-14 ans     | 10,3   |

| Hommes | Classe d’âge | Femmes |
| ------ | ------------ | ------ |
| 0,9    | 90 ou +      | 2      |
| 8,3    | 75-89 ans    | 10,6   |
| 19,4   | 60-74 ans    | 19,9   |
| 20,4   | 45-59 ans    | 20,3   |
| 16,8   | 30-44 ans    | 17     |
| 16,4   | 15-29 ans    | 14,2   |
| 17,8   | 0-14 ans     | 15,8   |

### Enseignement
L'école communale regroupe en une classe unique les enfants du Causse de Blandas de la maternelle au CM2. Les plus grands sont scolarisés au  Vigan pour le collège et le lycée.

### Manifestations culturelles et festivités
Ces dernières années ont été le cadre d'un développement associatif à Montdardier.
- Association des Parents d'Elèves et des Amis de l'École Publique de Montdardier-Blandas-Rogues.
- Association Les Cardabelles : Association du 3e âge qui œuvre pour le maintien du lien social entre nos ainés.
- Association Notre-Dame-du-Causse : Association de protection et d'entretien de la statue de Notre-Dame-du-Causse et du souvenir des terribles journées des 20 et 21 juillet 1944 lorsqu'une colonne SS encerclait le village.
- Les amis de Sherpagaun : création et soutien d'actions visant à améliorer les conditions de vie des habitants du village de Sherpagaun au Népal dans les domaines de la reconstruction, de l'éducation, de la santé, de l'environnement, de l'économie et du tourisme.
- Tous les soleils : publie Lou Cantou, le petit journal de Montdardier, bimestriel.
- Troupelade : organisation de randonnées, de séjours et de stages ainsi que toute autre action de découverte et de développement du milieu rural.

### Sports
- Amicale gardoise officiel moto : faire connaître le corps arbitral sur des épreuves motocyclistes et éventuellement organisation d’épreuves de tourisme et de randonnées tourisme.
- Association de Gymnastique Volontaire du Causse de Blandas.
- La Boule de la Tude : Association bouliste agréée par la Fédération française de pétanque et de jeu provençaux. Cette association a pour but d'entretenir la pétanque comme activité locale dans une ambiance chaleureuse.
- Muay Thaï Boxe Cévenol : pratique boxe pieds, poings, coudes, genoux et disciplines associées.
- Le critérium des Cévennes dont de nombreuses éditions sont passées sur le territoire de la commune.

## Économie

### Revenus
En 2018  (données Insee publiées en septembre 2021), la commune compte 104 ménages fiscaux, regroupant 200 personnes. La médiane du revenu disponible par unité de consommation est de 18 090 € (20 020 € dans le département).

### Emploi
|                | 2008   | 2013   | 2018   |
| -------------- | ------ | ------ | ------ |
| Commune        | 13,7 % | 12,4 % | 11,5 % |
| Département    | 10,6 % | 12 %   | 12 %   |
| France entière | 8,3 %  | 10 %   | 10 %   |

En 2018, la population âgée de 15 à 64 ans s'élève à 122 personnes, parmi lesquelles on compte 68,9 % d'actifs (57,4 % ayant un emploi et 11,5 % de chômeurs) et 31,1 % d'inactifs,. En  2018, le taux de chômage communal (au sens du recensement) des 15-64 ans est inférieur à celui du département, mais supérieur à celui de la France, alors qu'en 2008 il était supérieur à celui du département.
La commune fait partie de la couronne de l'aire d'attraction du Vigan, du fait qu'au moins 15 % des actifs travaillent dans le pôle,. Elle compte 29 emplois en 2018, contre 38 en 2013 et 23 en 2008. Le nombre d'actifs ayant un emploi résidant dans la commune est de 74, soit un indicateur de concentration d'emploi de 39,1 % et un taux d'activité parmi les 15 ans ou plus de 49,4 %.
Sur ces 74 actifs de 15 ans ou plus ayant un emploi, 20 travaillent dans la commune, soit 27 % des habitants. Pour se rendre au travail, 79,7 % des habitants utilisent un véhicule personnel ou de fonction à quatre roues, 9,5 % s'y rendent en deux-roues, à vélo ou à pied et 10,8 % n'ont pas besoin de transport (travail au domicile).

### Activités hors agriculture

#### Secteurs d'activités
16 établissements sont implantés  à Montdardier au 31 décembre 2019.
Le secteur du commerce de gros et de détail, des transports, de l'hébergement et de la restauration est prépondérant sur la commune puisqu'il représente 31,3 % du nombre total d'établissements de la commune (5 sur les 16 entreprises implantées  à Montdardier), contre 30 % au niveau départemental.

### Agriculture
|               | 1988 | 2000  | 2010 | 2020 |
| ------------- | ---- | ----- | ---- | ---- |
| Exploitations | 8    | 6     | 8    | 6    |
| SAU (ha)      | 892  | 1 061 | 918  | 715  |

La commune est dans le Causses du Larzac, une petite région agricole concernant six communes à l'extrême-ouest du département du Gard. En 2020, l'orientation technico-économique de l'agriculture  sur la commune est l'élevage de bovins, pour la viande. Six exploitations agricoles ayant leur siège dans la commune sont dénombrées lors du recensement agricole de 2020 (huit en 1988). La superficie agricole utilisée est de 715 ha,,.

### Emploi
La majorité des habitants travaillent à l'extérieur de Montdardier dans le bassin d'emploi Ganges-Le Vigan.

### Agriculture
Les activités sont maintenant principalement l'élevage bovin qui s'est substitué au traditionnel élevage ovin et l'extraction de lauzes.

## Culture locale et patrimoine

### Édifices civils
- Le château  Inscrit MH (1989)[38] : Restauré en 1860 par Viollet le Duc, il a été reconstruit sur les soubassements d'une forteresse édifiée au XIIe siècle comportant quatre grandes tours rondes. La forteresse assurait la protection du village et des paroisses du Causse dès le XIIe siècle. L’architecte Viollet-le-Duc est sollicité pour sa reconstruction en 1860 par Fernand de Ginestous. Souvent critiqué dans le passé, cet édifice signé de Viollet-le-Duc, témoigne de l'architecture à l'époque industrielle, de la réhabilitation du Moyen Âge par les romantiques au XIXe siècle. Les matériaux de construction sont traditionnels, bois et pierre, mais aussi nouveaux pour le XIXe siècle, fer, zinc, briques ;
- Le monument aux morts de la Grande Guerre situé au croisement de la Grand'rue et de la Route de Ganges ;
- La glacière ;
- Les puits ;
- L'ancien lavoir.

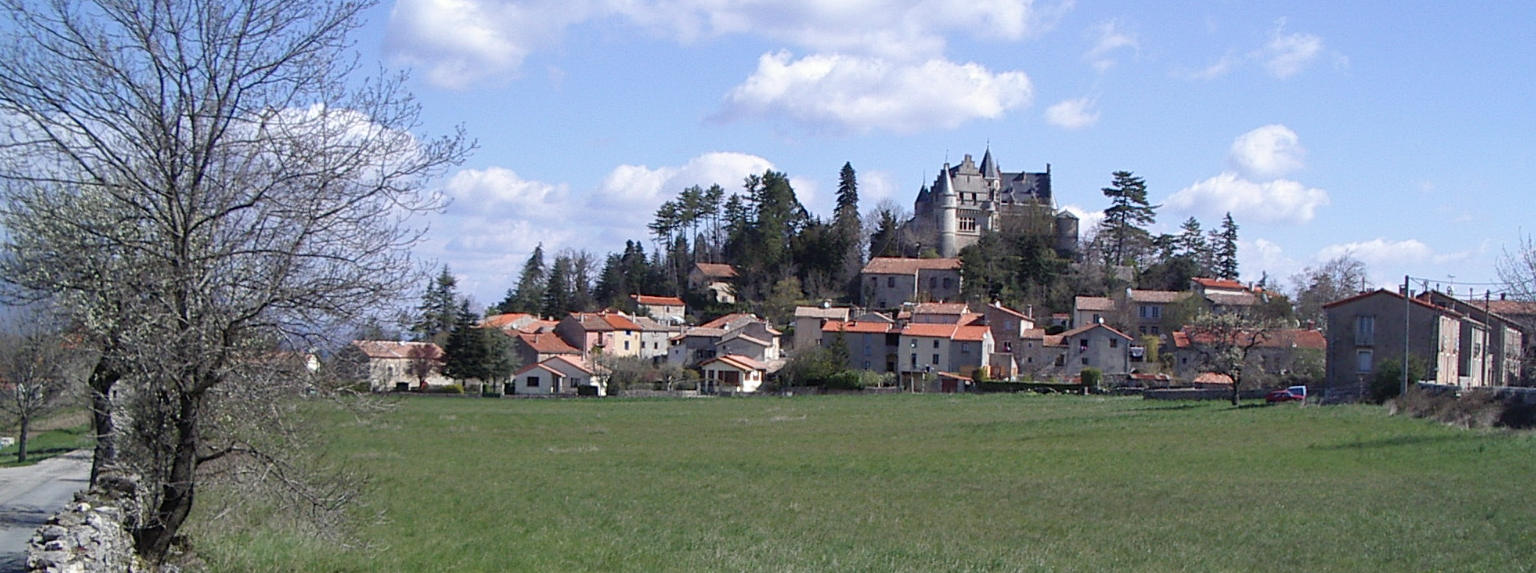
Vue du village de Montdardier au pied du château.
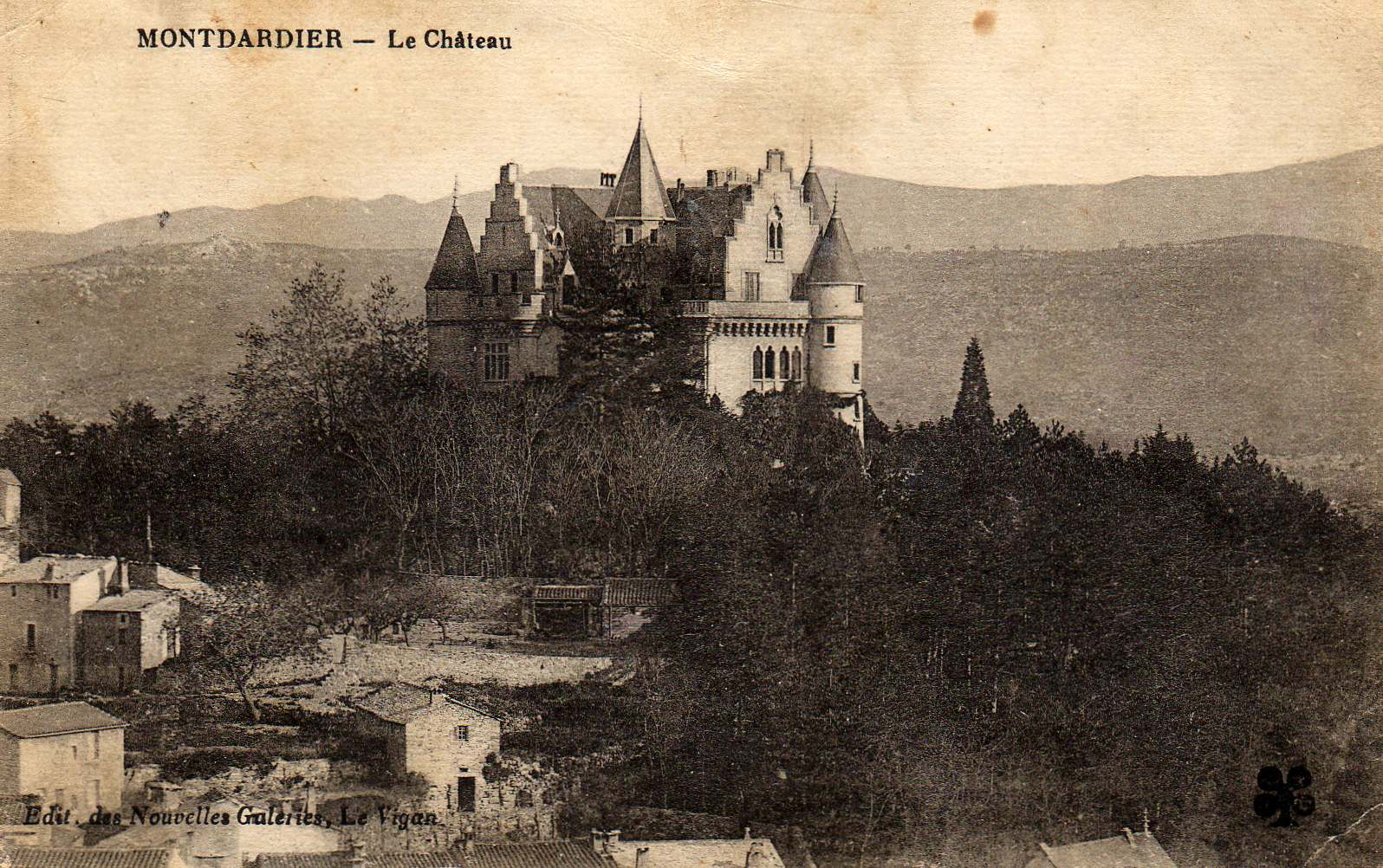
Le château de Montdardier.
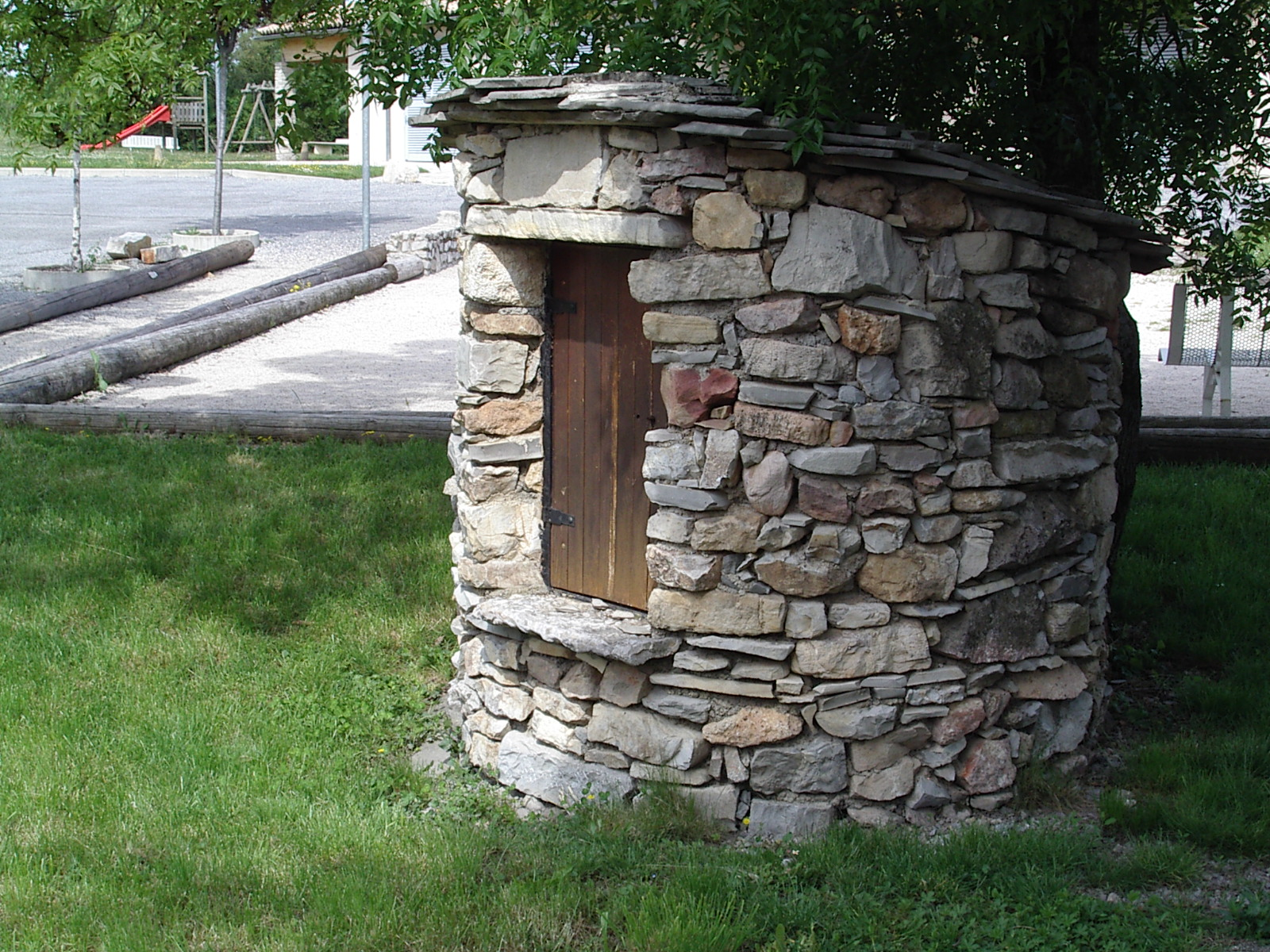
Un des puits du village.

### Édifices religieux
- L'église Saint-Martin de Montdardier du XIIIe siècle : Elle est située à l'extérieur du village le long de l'ancienne voie romaine. Le tympan d'époque paléochrétienne provient probablement de l'église primitive ;
- La statue de Notre-Dame du Causse à la sortie sud-ouest du village. Une messe y est célébrée tous les ans pour la fête de l'Assomption le 15 août ;
- La chapelle Saint-Guilhem dans le centre du village.
- Temple protestant de Montdardier.

### Patrimoine culturel

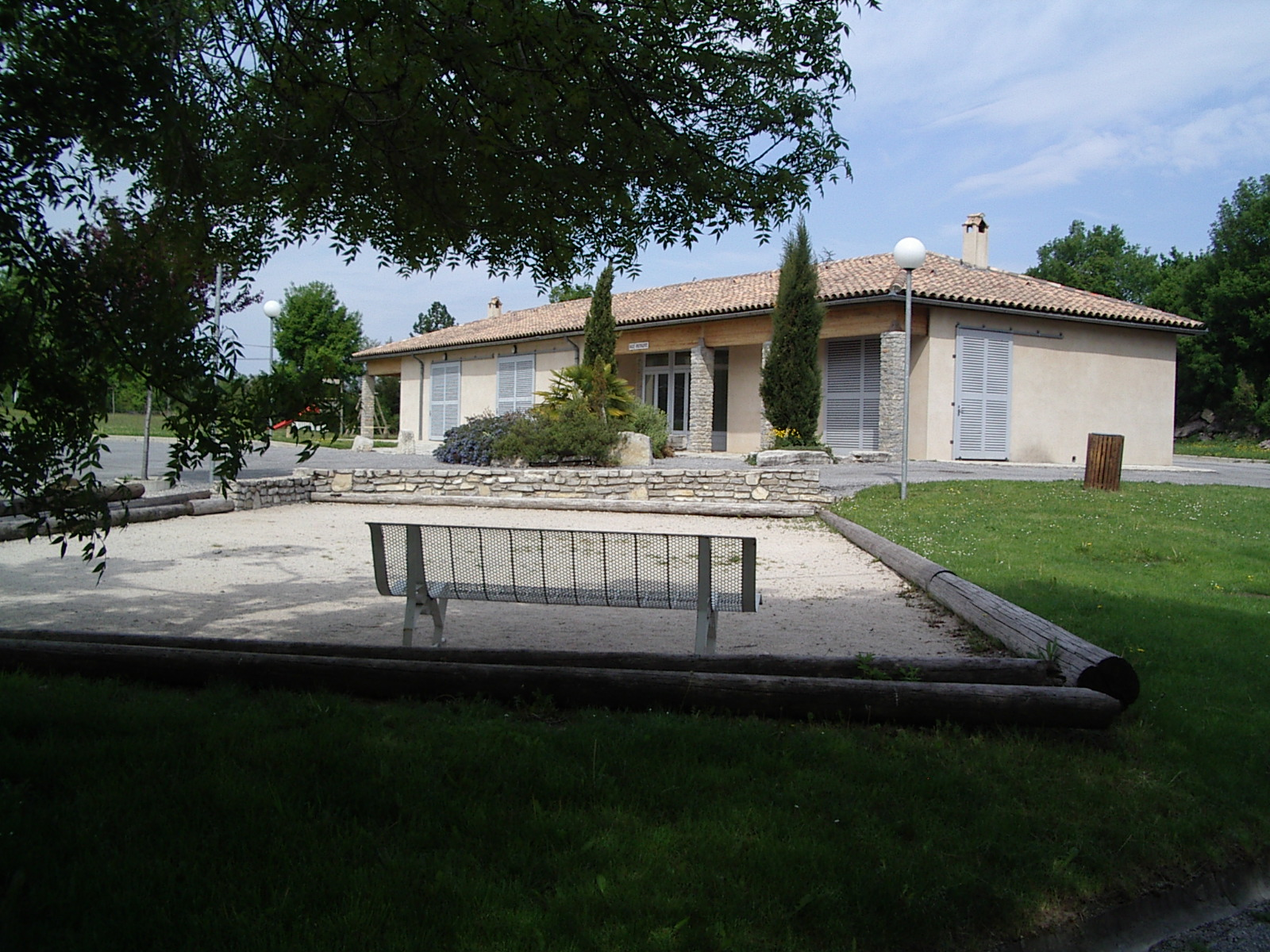
la salle polyvalente.

- L'ancien temple protestant (aujourd'hui désaffecté et transformé en gîte touristique) ;
- La salle polyvalente.

### Patrimoine environnemental

#### Espaces protégés et gérés
- Parc national des Cévennes, aire d'adhésion[39].
- Réserve de biosphère des Cévennes, zone de transition[40].

#### Réseau Natura 2000

##### Gorges de la Vis et cirque de Navacelles
Le site a été classé comme Zone de protection spéciale en avril 2006.
Le site Natura 2000 Gorges de la Vis et de la Virenque est une zone spéciale de conservation située pour 56% dans le département du Gard et pour 44% dans celui de l'Hérault. Il couvre une surface totale de 5 513 ha et se situe entre 150 m et 750 m d'altitude. Le site est composé principalement de : Forêts caducifoliées pour 42 %, Forêts sempervirentes non résineuses pour 20 % et Landes, Broussailles, Recrus, Maquis et Garrigues, Phrygana pour 20 %.
Le site Natura 2000 « Gorges de la Vis et cirque de Navacelles » est une zone de protection spéciale située pour 85% dans le département du Gard sur les communes de Alzon, Arre, Arrigas, Bez-et-Esparon, Blandas, Campestre-et-Luc, Molières-Cavaillac, Montdardier, Pommiers, Rogues, Saint-Laurent-le-Minier, Vissec et pour 15% dans celui de l'Hérault sur les communes de Le Cros, Gorniès, Saint-Maurice-Navacelles, Sorbs. Il couvre une surface totale de 20 321 ha et se situe entre 150 m et 955 m d'altitude. Le site est composé principalement de : Pelouses sèches, Steppes pour 40 %, Forêts caducifoliées pour 15 % et Landes, Broussailles, Recrus, Maquis et Garrigues, Phrygana pour 10 %.
La ZNIEFF de deuxième génération est Gorges de la Vis sur 3 668 ha. L'inventaire a recensé deux espèces d'insectes, 8 espèces de mammifères, 5 espèces d'oiseaux et 21 espèces de plantes.

##### Causse de Blandas
le site a été proposé comme Site d’intérêt communautaire (Directive habitats) en décembre 1998.
Le site Natura 2000 Causse de Blandas est une zone spéciale de conservation située sur les communes de Alzon, Arre, Arrigas, Blandas, Molières-Cavaillac, Montdardier, Pommiers, Rogues, Vissec. Le site Natura 2000 couvre une surface totale de 7 913 ha et se situe entre 540 m et 955 m d'altitude. Il est composé principalement de Pelouses sèches, Steppes pour 80 %, complétées par des Landes, Broussailles, Recrus, Maquis et Garrigues, Phrygana pour 7 %, d'Autres terres (incluant les Zones urbanisées et industrielles, Routes, Décharges, Mines) pour 5 %, des Prairies améliorées pour 4 %, des Forêts de résineux pour 2 %, des Rochers intérieurs, Éboulis rocheux, Dunes intérieures, Neige ou glace permanente pour 1 % et des Forêts caducifoliées pour 1 %.
La ZNIEFF de deuxième génération est Causse de Blandas sur 9 132 ha. L'inventaire a recensé une espèce d'insectes (onychogomphe à crochets), 5 espèces d'oiseaux (aigle royal, circaète Jean-le-Blanc, bruant ortolan, Pie-grièche méridionale et pie-grièche à tête rousse) et 38 espèces de plantes.

#### Massif de la Tude
Le massif de la Tude : Forêt communale reboisée à partir de 1864 par l'administration forestière. Dans les années 1930 la forêt est léguée à l'État par le maire de l'époque Gaston de Saporta. En échange de ce legs l'administration devait employer les chômeurs des mines pour construire des chemins d'accès.

#### Balades et randonnées
Un sentier de découverte et d'interprétation du patrimoine culturel permet de découvrir le village. Trois sentiers de Petite Randonnée sont par ailleurs balisés au départ de Montdardier : Le sentier forestier de Montdardier, le sentier de la Tude et le sentier du pic d'Anjeau.
Le village est en outre à la fois traversé par le sentier de grande randonnée de pays (GRP) Tour du pays viganais et par le sentier de grande randonnée GR7 dont le parcours haut-languedocien est également dénommé "chemin de Saint-Guilhem".

### Personnalités liées à la commune
- Famille de Ginestous.
- Gaston de Saporta. Paléontobotaniste français
- Eugène Viollet-le-Duc. À la demande de la famille de Ginestous, il donnera les plans d'un nouveau château édifié sur les bases de l'ancienne forteresse.

### Montdardier dans la littérature
Montdardier est principalement cité comme lieu de passage, où la luminosité du Causse contraste avec l'étroitesse de la grand'rue, d'où ces passages quelque peu sombres :

« A Montdardier, sur une montagne escarpée, couverte de bois et de lavande, se trouve un village de mendiants, avec une auberge qui m'a fait presque reculer. Des hommes à mine de coupe-jarrets y mangeaient du pain noir, et leurs visages sentaient tellement les galères que je pensais entendre le bruit de leurs chaînes. Je regardai leurs jambes, et je ne pouvais m'imaginer qu'ils auraient dû ne pas être libres. Il y a ici une sorte d'attitude si horriblement mauvaise qu'il est impossible de se tromper de sa signification. J'étais tout à fait seul et absolument sans armes. Jusqu'à ce moment, je n'avais pas songé à emporter de pistolets, et à ce moment j'aurais été satisfait d'en avoir. Le maître de l'auberge, qui semblait le cousin germain de ses hôtes, me servit non sans difficulté, du mauvais pain, mais qui n'était pas noir. Ni viande, ni œufs, ni légumes et un vin excécrable; pas d'avoine pour ma mule, pas de foin, pas de paille, pas d'herbes; heureusement la miche de pain était grande; j'en pris un morceau et distribuai le reste à mon ami d'Espagne à quatre pattes, qui le mangea avec reconnaissance, tandis que l'aubergiste grognait. »

— Arthur Young, Voyages en France en 1787, 1788 et 1789

« La lune, à son premier quartier, restait encore noyée comme une espèce de tranche d'orange dans les horizons marécageux du Bas-Pays. Mais déjà l'altitude donnait au fouillis d'étoiles une telle luminosité qu'on distinguait parfaitement les ondulations du plateau. Julien reconnut sur sa droite la crête familière des rochers de la Tude qui dominaient le village de Montdardier, distant d'une lieue. Il repoussa de toutes ses forces l'envie de faire un détour par la propriété de sa tante, située à la sortie de Montdardier sur la route du petit hameau de Navas : ç'eut été un crève-cœur d'autant plus inutile que la propriété avait été vendue après la mort de sa tante, quinze ans auparavant. Il avait appris que les arbres du parc avaient été détruits par un incendie et que la maison, vaste bâtisse à allure de gentilhommière, mal entretenue par ses nouveaux propriétaires, qui avaient eu des malheurs, allait à la ruine. Adieu les roses, adieu le boulingrin et les groseilles, tout cela n'était qu'un petit spasme douloureux au fond de sa mémoire. »

— Jean Carrière, La caverne des pestiférés

### Héraldique
| L'actuel blason de Montdardier | Les armes de Montdardier se blasonnent ainsi : De gueules au chevron d'or surmonté d'une flèche couchée du même et soutenu d'une montagne d'argent mouvant de la pointe Armes parlantes (Rébus: mont+dard). L'ancien blason était : D'argent à trois fasces crénelées de cinq pièces de gueules | Ancien blason de Montdardier |

| Famille de Ginestous | Famille de Ginestous D'or au lion de gueules, armé, vilené et lampassé de sable Famille de Ginestous de Montdardier Ecartelé au 1er et 4e d’or au lion rampant de gueules, armé et lampassé de sable (qui est de Ginestous) ; au 2e et 3e d’argent à trois fasces crénelées de trois pièces de gueules (qui est de Montdardier). | Famille de Ginestous de Montdardier |